# 이구순
이구순(李九淳)은 대한민국의 배우이다.

## 출연작

### 영화
- 《그대 원하면》 (1988년) - 번개 역
- 《달래내 보슬이》 (1987년)
- 《씨받이》 (1987년) - 신상규 역
- 《유혹시대》 (1986년)
- 《벽과 벽사이에》 (1986년) - 강철 역
- 《여자의 성》 (1985년)
- 《가고파》 (1984년)
- 《아가씨와 사관》 (1984년)
- 《병사는 돌아왔는가》 (1984년)
- 《내가 마지막 본 흥남》 (1984년) - 젊은지훈 역
- 《당신은 나쁜 사람》 (1983년)
- 《엑스》 (1983년)
- 《내 인생은 나의 것》 (1983년)
- 《0점하의 자식들》 (1982년)
- 《우상의 눈물》 (1982년) - 형우 역